# Bengt Palmquist
Bengt Valdemar Palmquist (ur. 20 marca 1923 w Göteborgu, zm. 26 listopada 1995 w Särö) – szwedzki żeglarz sportowy. Złoty medalista olimpijski Melbourne.
Zawody w 1956 były jego pierwszymi igrzyskami olimpijskimi. Triumfował w klasie Dragon. Załogę tworzyli również Folke Bohlin (sternik) i Leif Wikström. Brał udział w igrzyskach w 1960 i 1968.